# Tài sản
Trong kế toán tài chính, tài sản là bất kỳ nguồn lực nào được sở hữu hoặc kiểm soát bởi một doanh nghiệp hay thực thể kinh tế. Nó là tất cả những thứ được dùng với mục đích sản xuất ra giá trị kinh tế tích cực. Tài sản là quyền sở hữu có thể được chuyển thành tiền (mặc dù tiền cũng có thể coi là một loại tài sản). Bảng cân đối kế toán của một công ty ghi chép giá trị tiền tệ của tài sản mà công ty đó sở hữu. Nó bao gồm tiền tệ và các giá trị thuộc sở hữu của cá nhân và doanh nghiệp.
Tài sản có thể phân chia thành 2 nhóm chính: tài sản hữu hình và tài sản vô hình. Tài sản hữu hình gồm nhiều nhánh nhỏ, trong đó có tài sản cố định và tài sản lưu động. Tài sản ngắn hạn bao gồm tiền mặt, hàng tồn kho và khoản phải trả trong khi tài sản cố định bao gồm đất đai, công trình và công cụ sản xuất. Các tài sản vô hình là những nguồn lực và quyền lợi phi vật lý mà có giá trị với doanh nghiệp bởi nó có thể tạo lợi thế cho doanh nghiệp trong thị trường. Tài sản vô hình bao gồm di chúc, bản quyền, tên thương mại, bằng sáng chế, chương trình máy tính và các tài sản liên quan đến tài chính như đầu tư tài chính, trái phiếu và cổ phần. 

## Định nghĩa
Chuẩn mực báo cáo tài chính quốc tế là hệ thống báo cáo tài chính được sử dụng phổ biến nhất, được định nghĩa như sau: "Tài sản là nguồn lực kinh tế được kiểm soát bởi các đơn vị kế toán trong hiện tại và là kết quả của các giao dịch trong quá khứ". Một nguồn lực kinh tế là một đặc quyền có tiềm năng tạo ra lợi ích kinh tế trong tương lai.
Theo định nghĩa của Nguyên lý kế toán được chấp nhận chung của Mỹ, "Tài sản là quyền lợi trong hiện tại của một chủ thể đối với lợi ích kinh tế".

## Đặc điểm
Báo cáo nguyên tắc kế toán toán chính chương 4, mục 8 bàn luận về bản chất của tài sản như sau:
E17: Tài sản có hai đặc điểm quan trọng sau:
(a) Là đặc quyền trong hiện tại
(b) Đặc quyền đó phải liên quan tới lợi ích kinh tế

E18: Sự kết hợp hai đặc điểm trên cho phép chủ thể đạt được lợi ích kinh tế và kiểm soát sự tiếp cận của các chủ thể khác tới lợi ích này. Quyền lợi trong hiện tại của một chủ thể đối với lợi ích kinh tế cho phép chủ thể ấy hưởng lợi ích kinh tế và khả năng hạn chế quyền tiếp cận của người khác với lợi ích mà đơn vị được hưởng.
Định nghĩa kế toán về tài sản này bao gồm cả những khoản không được sở hữu bởi một doanh nghiệp, ví dụ như tòa nhà được thuê (Cho thuê tài chính), ngoại trừ công nhân, nhân viên vì dù họ có khả năng tạo ra lợi ích kinh tế, người sử dụng lao động không thể kiểm soát được công, nhân viên của mình.
Ngày càng có nhiều sự quan tâm của các lĩnh vực khoa học xã hội đối với việc phân tích tài sản và các hình thức của nó, đặc biệt là trong việc xác định phương pháp các vật chất khác nhau (ví dụ: tính cách, dữ liệu cá nhân, hệ sinh thái,...) được chuyển đổi thành tài sản.

### Kế toán
Theo định nghĩa của kế toán tài chính về thuật ngữ này, tài sản không nhất thiết phải có tiêu đề pháp lý (quyền sở hữu hợp pháp có thể thi hành). Một tài sản có thể được ghi nhận miễn là đơn vị báo cáo kiểm soát các quyền lợi (nguồn lực kinh tế) mà tài sản đó đại diện.
Đặc điểm quan trọng của quyền kiểm soát là khả năng hưởng lợi từ tài sản và ngăn chặn các đơn vị khác nhận được lợi ích đó. Chuẩn mực báo cáo tài chính quốc tế giải thích: "Một đơn vị kiểm soát nguồn lực kinh tế nếu trong hiện tại nó có thể tùy ý sử dụng các nguồn lực ấy và thu được lợi ích từ chúng". Bởi vậy, nếu một đơn vị có quyền kiểm soát đối với một nguồn lực kinh tế thì không đơn vị nào khác có quyền sử dụng và thu lợi từ nó.
Phương trình kế toán là công thức toán học của bảng cân đối kế toán. Nó liên quan đến các yếu tố như tài sản, nợ và vốn chủ sở hữu:
Tài sản = Nợ + Vốn chủ sở hữu 
Nợ = Tài sản – Vốn chủ sở hữu
Vốn chủ sở hữu = Tài sản – Nợ
Tài sản được báo cáo trên bảng cân đối kế toán. Trên bảng cân đối kế toán, Nguyên lý kế toán được chấp nhận chung của Mỹ yêu cầu các phân loại bổ sung và ở mỗi quốc gia, các phân loại này khác nhau.

### Tài sản ngắn hạn
Tài sản ngắn hạn là tiền và các khoản có thể chuyển đổi thành tiền hoặc được sử dụng trong vòng 1 năm hay chu kỳ hoạt động của nó, mà không ảnh hưởng đến quá trình vận hành của doanh nghiệp. Các tài sản này thường xuyên được luân chuyển trong chu kì hoạt động của doanh nghiệp thông qua các hoạt động kinh doanh hàng ngày. Tài sản ngắn hạn bao gồm 5 yếu tố chính:
1. Tiền và các khoản tương đương tiền - đây là loại tài sản có tính thanh khoản cao nhất, bao gồm tiền tệ, tài khoản tiền gửi và các công cụ chuyển nhượng (ví dụ: ngân phiếu, séc, hối phiếu ngân hàng).
2. Khoản đầu tư ngắn hạn - gồm chứng khoán sử dụng cho mục đích mua và bán trong tương lai gần, nhằm tạo ra thu nhập từ sự chênh lệch giá ngắn hạn (giao dịch chứng khoán).
3. Khoản phải thu - thường được ghi nhận là khoản dự phòng, nợ phải thu, khó đòi.
4. Hàng tồn kho - việc mua bán loại tài sản này là một nghiệp vụ thường thấy ở các công ty. Giá trị hàng tồn kho được ghi nhận trên bảng cân đối kế toán thường là giá thấp hơn giữa giá gốc và giá thị trường. Nguyên tắc này được gọi là phương pháp thị trường.
5. Chi phí trả trước - những chi phí được trả bằng tiền và được ghi nhận là tài sản trước khi chúng được sử dụng và tiêu thụ (ví dụ: bảo hiểm, văn phòng phẩm).
6. Chứng khoán thị trường: loại chứng khoán có thể chuyển đổi thành tiền một cách nhanh chóng tại một mức giá hợp lý.

Cụm từ "tài khoản lưu động ròng” (vốn lưu động) thường được dùng và đề cập đến tổng tài sản lưu động trừ đi tổng nợ hiện có.

### Khoản đầu tư dài hạn
Các khoản đầu tư dài hạn được thực hiện trong nhiều năm và không có ý định hủy bỏ trong tương lai gần. Loại tài sản này thường bao gồm 3 loại đầu tư chính:
1. Đầu tư vào chứng khoán, ví dụ như trái phiếu, cổ phiếu phổ thông hoặc phiếu khoán dài hạn.
2. Đầu tư vào tài sản cố định không sử dụng trong thời gian hoạt động (ví dụ: đất đai rao bán).
3. Đầu tư vào các quỹ đặc biệt (ví dụ: quỹ chìm, quỹ lương hưu).

Các hình thức khác nhau của bảo hiểm cũng có thể được ghi nhận là đầu tư dài hạn.

### Tài sản cố định
Tài sản cố định còn được gọi là PP&E (của cải, nhà máy và công cụ), được mua về nhằm mục đích sử dụng lâu dài và liên tục để tạo ra lợi nhuận doanh nghiệp. Nhóm tài sản cố định bao gồm đất đai, công trình, máy móc, nội thất, công cụ, thiết bị công nghệ thông tin và một số nguồn tài nguyên bị lãng phí (ví dụ: đất rừng và khoáng sản). Lợi nhuận trong suốt thời gian sử dụng của chúng bị loại bỏ do chi phí khấu hao được tích lũy (ngoại trừ tài sản đất). Khấu hao lũy kế được ghi chép trên bảng cân đối kế toán hoặc sổ sách.

### Tài sản vô hình
Tài sản vô hình không có thực thể vật lý và thường rất khó để định giá. Chúng bao gồm bằng sáng chế, bản quyền, quyền và giấy phép kinh doanh, lợi thế thương mại, nhãn hiệu, tên thương mại,... Trừ lợi thế thương mại, các tài sản vô hình này đều có chi phí khấu hao trong vòng 5 đến 40 năm (theo US GAAP).
Ở mỗi quốc gia, trang web lại được phân loại khác nhau vào một trong hai loại tài sản hữu hình hoặc vô hình.

### Tài sản hữu hình
Tài sản hữu hình là những tài sản có thực thể vật lý, như tiền tệ, tòa nhà, bất động sản, phương tiện giao thông, thiết bị, bộ sưu tập nghệ thuật, kim loại quý hiếm, kim loại dùng trong công nghiệp và vụ mùa. Giá trị vật lý của tài sản hữu hình giảm đi theo thời gian. Bởi vậy, người quản lý tài sản phải sử dụng biểu đồ khấu hao nhằm dự đoán giá trị tài sản trong tương lai.
Khấu hao được áp dụng với tài sản hữu hình được tiên đoán là có thời hạn sử dụng trên một năm. Khấu hao sẽ được phân chia cho cả giai đoạn này thay vì trừ toàn bộ khấu hao vào một năm.
Tài sản hữu hình như tác phẩm nghệ thuật, nội thất, tem phiếu, vàng, rượu, đồ chơi và sách vở được ghi nhận là một loại tài sản theo đúng nghĩa của chúng. Nhiều cá nhân có giá trị tài sản ròng cao sẽ tìm cách thêm các tài sản hữu hình vào danh mục tổng tài sản của họ, đã tạo nên cầu quản lý tài sản hữu hình. 

### Tài sản hao kiệt
Tài sản hao kiệt là tài sản có giá trị giảm dần theo thời gian. Tài sản này có thể bao gồm phương tiện đi lại, máy móc và các hợp đồng quyền chọn liên tục mất giá sau khi mua trên thị trường tài chính. Các mỏ khai thác đá đang hoạt động cũng là tài sản hao kiệt. Khi đánh thuế hay các mục đích khác, tài sản hao kiệt có thể được xử lý khác so với tài sản không bị giảm dần về giá trị, điều này được gây ra bởi việc áp dụng khấu hao lũy kế.

### So sánh
| Tài sản ngắn hạn                    | Tài sản thanh khoản                 | Tài sản thanh khoản tuyệt đối       |
| ----------------------------------- | ----------------------------------- | ----------------------------------- |
| Cổ phần                             |                                     |                                     |
| Chi phí trả trước                   |                                     |                                     |
| Hóa đơn phải thu                    | Hóa đơn phải thu                    |                                     |
| Tiền mặt                            | Tiền mặt                            | Tiền mặt                            |
| Tiền trong ngân hàng                | Tiền trong ngân hàng                | Tiền trong ngân hàng                |
| Thu nhập tích lũy                   | Thu nhập tích lũy                   | Thu nhập tích lũy                   |
| Khoản cho vay và tạm ứng (ngắn hạn) | Khoản cho vay và tạm ứng (ngắn hạn) | Khoản cho vay và tạm ứng (ngắn hạn) |
| Đầu tư thương mại (ngắn hạn)        | Đầu tư thương mại (ngắn hạn)        | Đầu tư thương mại (ngắn hạn)        |